# 제이든 제임스

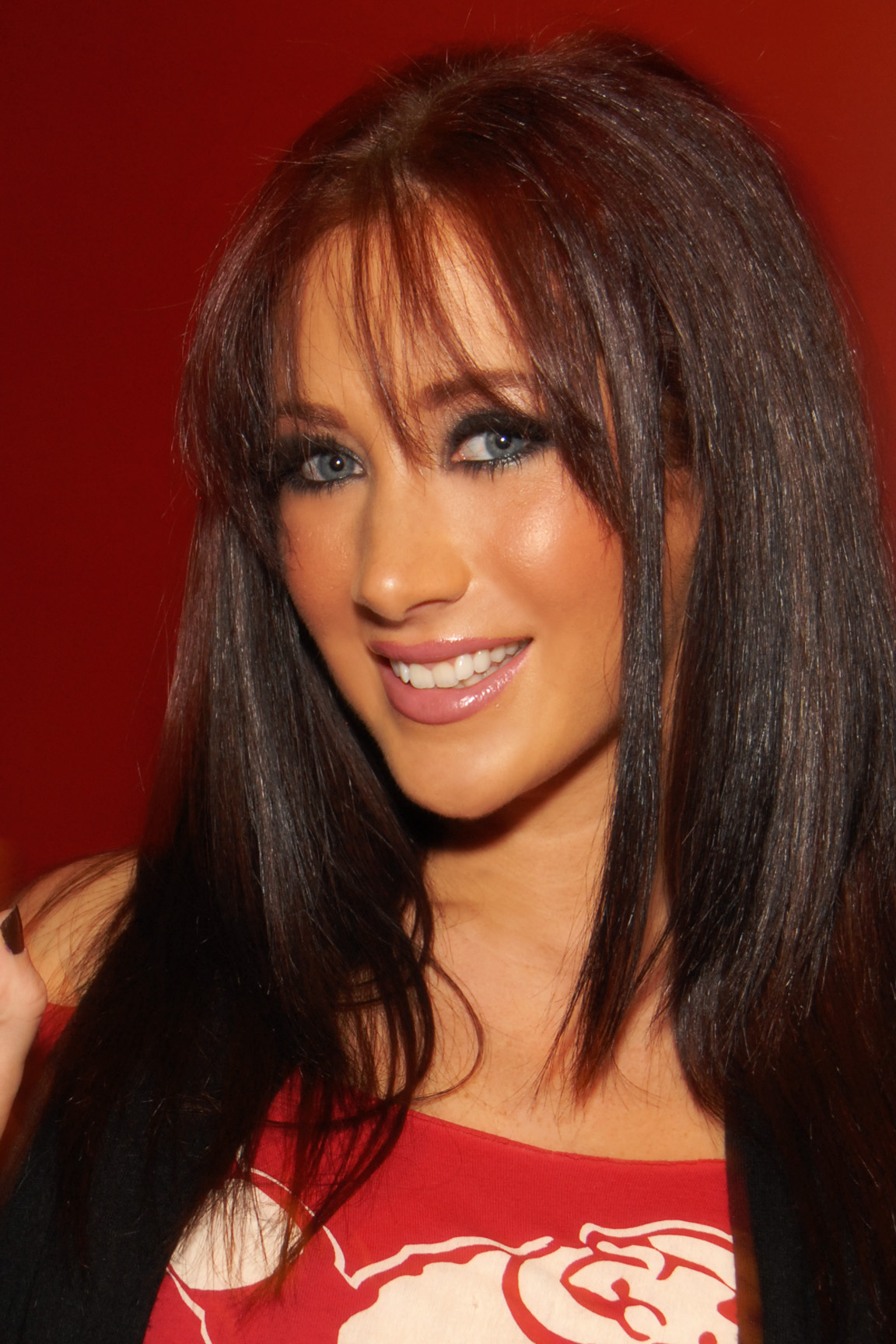
제이든 제임스

제이든 제임스(Jayden Jaymes, 1986년 2월 13일 ~ )는 미국의 여자 포르노 배우이다. 캘리포니아주 업랜드 출신. 본명은 Michele Lee Mayo.